# 토베이

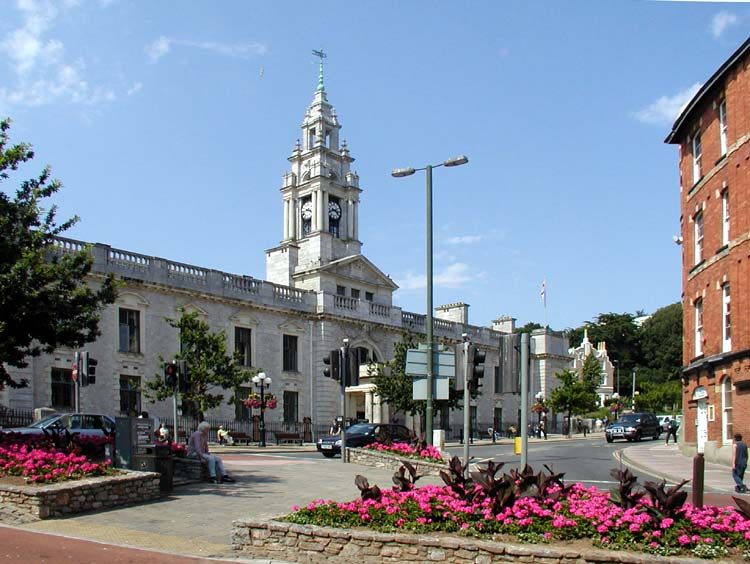
토베이 시청

토베이의 위치

토베이(영어: Torbay)는 잉글랜드 데번주에 위치한 단일 자치구로 면적은 62.87km2, 인구는 130,959명(2011년 기준)이다. 1998년 4월 1일에 신설되었다.